# آنجلو دسی
آنجلو دسی (ایتالیایی: Angelo Dessy؛ ‏ ۱۰ ژوئیهٔ ۱۹۰۷ – ۱۷ ژانویهٔ ۱۹۸۳) بازیگر اهل ایتالیا بود.
از فیلم‌هایی که وی در آن نقش داشته‌است، می‌توان به احساس مالکیت، من کاپاتاز هستم، فرشته سپید و زیبای خفته اشاره کرد.